# دهم دسامبر (مجموعه‌داستان)
دهم دسامبر (به انگلیسی: Tenth of December) مجموعه ای از داستان‌های کوتاه است که توسط جورج ساندرز، نویسنده آمریکایی، به رشته تحریر درآمده است. این مجموعه شامل داستان‌های منتشر شده در مجلات مختلف بین سال‌های ۱۹۹۵ و ۲۰۰۹ می‌باشد. کتاب دهم دسامبر نیز در ۸ ژانویه ۲۰۱۳ توسط راندوم هاوس منتشر و در سال ۲۰۱۳ به عنوان یکی از ۱۰ کتاب برتر سال توسط سردبیران نقد کتاب نیویورک تایمز انتخاب شد. این مجموعه همچنین در سال ۲۰۱۳ برنده جایزه Story Prize برای مجموعه داستان‌های کوتاه و برنده افتتاحیه Folio Prize سال ۲۰۱۴ شده است.

## ترجمه‌ها
ترحمه فارسی: عنوان: دهم دسامبر/ جورج ساندرز؛ ترجمه مرضیه خسروی. (تهران: نشر چشمه، ۱۳۹۴) شابک: 9786002296269
مجموعهٔ داستانی دهم دسامبر در سال ۲۰۱۳ توسط بن کلارک (مترجم) به اسپانیایی ترجمه شد و انتشارات الفابیا آن را منتشر کرد.
همچنین در سال ۲۰۱۶، میشائو کوباکوفسکی آن را به زبان لهستانی ترجمه کرد و نشر W.A.B. آن را منتشر کرد.

## داستان‌ها

### پرش پیروزی
دختری به نام آلیسون سه روز پیش از تولدش ربوده می‌شود. پسری به نام کایل که در همسایگی‌اش زندگی می‌کند و والدینی سخت‌گیر دارد، شاهد این رویداد است و باید تصمیم بگیرد که به آلیسون (که زمانی دوستش بود، اما پس از محبوب‌شدن دیگر با او رفت‌وآمد نمی‌کرد) کمک کند یا بی‌تفاوت بماند تا آسیبی نبیند.

### چوب‌ها
پدری در حیاط جلویی خانه‌اش میله‌ای بلند نصب کرده که همیشه آن را برای مناسبت‌ها تزئین می‌کند. فرزندش داستان زندگی با این پدر را روایت می‌کند، و اینکه چگونه پس از مرگ همسرش، پدر عقلش را از دست داد و میله را به‌شیوه‌هایی عجیب تزئین می‌کرد.

### توله‌سگ
دو زن به نام‌های کالی و ماری، زندگی‌های کاملاً متفاوتی دارند. کالی همسری دارد که دوستش دارد و پسری به نام بو که مدام فرار می‌کند و وسط بزرگراه می‌دود. برای حفظ امنیت پسر، او را مثل سگ در حیاط به درخت می‌بندد. کالی عاشق حیوانات است و حیوانات خانگی زیادی نگه می‌دارد تا بفروشد، اما اگر فروش نرفتند، شوهرش آن‌ها را می‌کشد و می‌گوید که زندگی در مزرعه چنین است. ماری، زن دیگری است که فرزندی با مشکلات رفتاری دارد و با بازی‌های دستی او را آرام نگه می‌دارد. وقتی ماری برای خرید توله‌سگ نزد کالی می‌آید، پس از دیدن بو که به درخت بسته شده، فرار می‌کند. بعدتر، کالی برای اینکه شوهرش مجبور نباشد توله‌سگ را بکشد، آن را در مزرعه‌ای رها می‌کند تا بمیرد.

### فرار از سر عنکبوتی
جف، که به‌خاطر جرمی محکوم شده، به زندانی آزمایشی فرستاده شده که در آن، نگهبانی به نام آبنستی داروهایی روی زندانیان آزمایش می‌کند. در یکی از آزمایش‌ها، جف با زنی به نام هدر قرار می‌گیرد و با تزریق دارو، آن دو عاشق هم می‌شوند و رابطه برقرار می‌کنند. پس از پایان اثر دارو، هیچ احساسی نسبت به هم ندارند. این فرایند با زنی دیگر به نام ریچل تکرار می‌شود. سپس آبنستی از جف می‌خواهد که یکی از این دو زن را برای تزریق دارویی دردناک (Darkenfloxx) انتخاب کند، اما جف نمی‌خواهد هیچ‌کس آسیب ببیند. بعدها، آبنستی دارو را به هدر تزریق می‌کند و از جف می‌خواهد در حین رنج کشیدن او حقیقت احساساتش را بگوید. هدر خودکشی می‌کند. وقتی آبنستی می‌خواهد همین کار را با ریچل انجام دهد، جف مخالفت می‌کند و برای نجات ریچل، دارو را به خودش تزریق می‌کند و می‌میرد. صدایی به او می‌گوید می‌تواند بازگردد، اما جف نپذیرفته و با شادی می‌میرد، چون هیچ‌گاه قاتل نبود و نخواهد بود.

### تشویق
نامه‌ای از سوی مردی به نام تاد که رئیس گروهی در اتاق شماره ۶ است. او کارکنانش را تشویق می‌کند که نگرش مثبتی نسبت به کارشان داشته باشند، بی‌آنکه کاری که می‌کنند مشخص شود، و خواننده باید آن را حدس بزند.

### ال روستن
ال، صاحب شکست‌خوردهٔ یک مغازهٔ عتیقه‌فروشی، در مراسم خیریه‌ای شرکت می‌کند که در آن باید با لباس خاص روی صحنه راه برود. رقیبش لری دانفری، مشاور املاک موفقی است که ال از او کینه دارد. اما در ذهنش، دوستی خیالی با لری می‌سازد تا احترام اجتماعی‌ای که همیشه می‌خواسته را به‌دست‌آورد.

### خاطرات دختران سمپلیکا
راوی داستان، پدری طبقه‌متوسط است که سعی دارد با خرید هدیه‌های پرزرق‌وبرق برای دخترش لیلی، با خانواده‌های ثروتمند رقابت کند. یکی از این هدایا، «دختران سمپلیکا» هستند: زنانی مهاجر که از کشورهای فقیر به‌عنوان تزیینات زندهٔ چمن‌زار خریداری می‌شوند. دختر کوچکش، اوا، آن‌ها را آزاد می‌کند که جرم است و خانواده را به بدهی شدید می‌کشاند. راوی درمی‌یابد که زندگی خودشان در مقایسه با آن زنان، بسیار آسان‌تر است.

### خانه
سربازی به نام مایکی پس از بازگشت از جنگ نزد مادرش زندگی می‌کند و باید با جهان جدید سازگار شود.

### رسوایی شوالیه‌وار من
تد، سرایدار یک پارک تفریحی قرون‌وسطایی، شاهد تجاوز مدیر پارک، دان موری، به همکارش مارتاست. برای حفظ آبرو، به تد پول سکوت داده و به شغلی بالاتر ارتقایش می‌دهند. اما در شغل جدید باید قرصی مصرف کند که او را به «شوالیه‌ای بانظم» تبدیل می‌کند. این قرص باعث می‌شود تد حقیقت ماجرا را فاش کند، و دان او را اخراج می‌کند.

### دهم دسامبر
پسربچه‌ای تنها با خیالات قهرمانانه و مردی مبتلا به سرطان که می‌خواهد خودکشی کند، همزمان در جنگلی قدم می‌زنند و مسیرشان با هم تلاقی می‌کند.

## فرایند نگارش
ساندرز گفته که الهام‌بخش نگارش داستان «دهم دسامبر»، اندیشه‌اش دربارهٔ «مرگ تدریجی و طولانی» بوده است. این ایده در ادامه به داستان مردی انجامید که می‌خواست خودش را در سرما یخ بزند، اما در این میان با مانعی روبه‌رو می‌شود.

## بازخورد
این مجموعه در جدول پرفروش‌های نسخهٔ جلد سخت نیویورک تایمز با رتبهٔ سوم آغاز به‌کار کرد و در هفتهٔ ۲۴ فوریهٔ ۲۰۱۳ به رتبهٔ دوم رسید.
نقدهای منتشرشده در تحسین کتاب بسیار مثبت بوده‌اند. روزنامهٔ Philadelphia City Paper نوشت با اینکه داستان‌ها پیوستگی موضوعی ندارند، «مثل شخصیت‌های بداقبال یکی از بهترین داستان‌های کتاب، با مغز به هم پیوسته‌اند».
نشریهٔ The List برخی داستان‌ها را تحسین کرد اما نوشت «اثر کلی چندان قوی نیست». Kirkus Reviews و Booklist هر دو امتیاز ویژه دادند، و Booklist نوشت: «داستان‌هایی غیرمنتظره، پنهانی خنده‌دار و تأثیرگذار از جنون، ترس و نجات». نشریهٔ Entertainment Weekly نمرهٔ A داد و نوشت ساندرز «استاد بمب‌های شادی‌بخش است: انفجارهایی از نبوغ خنداننده که در پروازهای خیال‌پردازانهٔ ژرف و سرگرم‌کننده‌اش نهفته است».
چارلز هولدفر در New York Journal of Books نوشت این کتاب «نویسنده را در اوج نشان می‌دهد و بی‌تردید یکی از بهترین آثار اوست. داستان آغازین، 'پرش پیروزی'، از قوی‌ترین داستان‌های ساندرز است: هم خنده‌دار، هم هشداردهنده؛ داستانی دربارهٔ کودکانی در خطر جدی که از کلیشه‌های آزاردهنده پرهیز می‌کند. همچنین درخشان از نظر فنی، با فشردگی سه دیدگاه متفاوت و پیش‌زمینه‌های داستانی در فضای محدود».
در مقاله‌ای که ژانویهٔ ۲۰۱۳ در مجلهٔ نیویورک تایمز منتشر شد، کتاب «دهم دسامبر» به‌عنوان «بهترین کتابی که امسال می‌خوانید» معرفی شد. در سال ۲۰۱۹، روزنامهٔ گاردین آن را در رتبهٔ ۲۲ بهترین کتاب‌های قرن ۲۱ قرار داد. و در سال ۲۰۲۴، نیویورک تایمز آن را در رتبهٔ ۵۴ از میان ۱۰۰ کتاب برتر قرن ۲۱ جای داد.

## اقتباس سینمایی
داستان «فرار از سر عنکبوتی» با عنوان فیلمی به‌نام Spiderhead اقتباس شد که کارگردانی‌اش را جوزف کوشینسکی بر عهده داشت و کریس همسورث، مایلز تلر و جرنی اسمولت در آن نقش‌آفرینی کردند. این فیلم در ژوئن ۲۰۲۲ در نتفلیکس منتشر شد.